# Fernsehturm Guangzhou
Der Fernsehturm Guangzhou ist ein 1991 errichteter 218 Meter hoher Fernsehturm mit einem Besucherbereich im chinesischen Guangzhou. Der Fernsehturm Guangzhou im Distrikt Yuexiu ist im Unterschied zu den meisten anderen modernen Fernsehtürmen als Stahlfachwerkkonstruktion ausgeführt.